# Wolschwiller
Wolschwiller [vɔlʃvilɛʁ]  est une commune française située dans la circonscription administrative du Haut-Rhin et, depuis le 1er janvier 2021, dans le territoire de la Collectivité européenne d'Alsace, en région Grand Est.
Cette commune se trouve dans la région historique et culturelle d'Alsace.

## Géographie
| Oltingue |                       | Biederthal                  |
| Lutter   | Wolschwiller          | Burg im Leimental ( Suisse) |
| Kiffis   | Kleinlützel ( Suisse) |                             |

### Topographie
Wolschwiller se situe à 440 m d’altitude au pied de la chaîne du Raemel, dans le bassin d’Oltingue qui s’intercale entre le pli de Ferrette et celui du Landskron. Wolschwiller est, avec Oberlarg, l’un des foyers de formation des orages du Jura alsacien, d’où la violence des grêles. En juin 1934, il ne fallut que 20 minutes pour faire disparaître les prés et les champs sous une épaisse couche de grêlons. De même en juillet 1969, la presse titre « nuit épouvantable à Wolschwiller » à la suite d'un orage. Le 5 mars 2006, la commune de Wolschwiller et ses alentours étaient recouverts par une épaisse couche de neige d’une bonne soixantaine de centimètres qui mit plusieurs jours à disparaître.

### Hydrographie
La commune est dans le bassin versant du Rhin au sein du bassin Rhin-Meuse. Elle est drainée par le ruisseau Limendenbach, le ruisseau Boersegraben et le ruisseau Durrmattengraben,,.

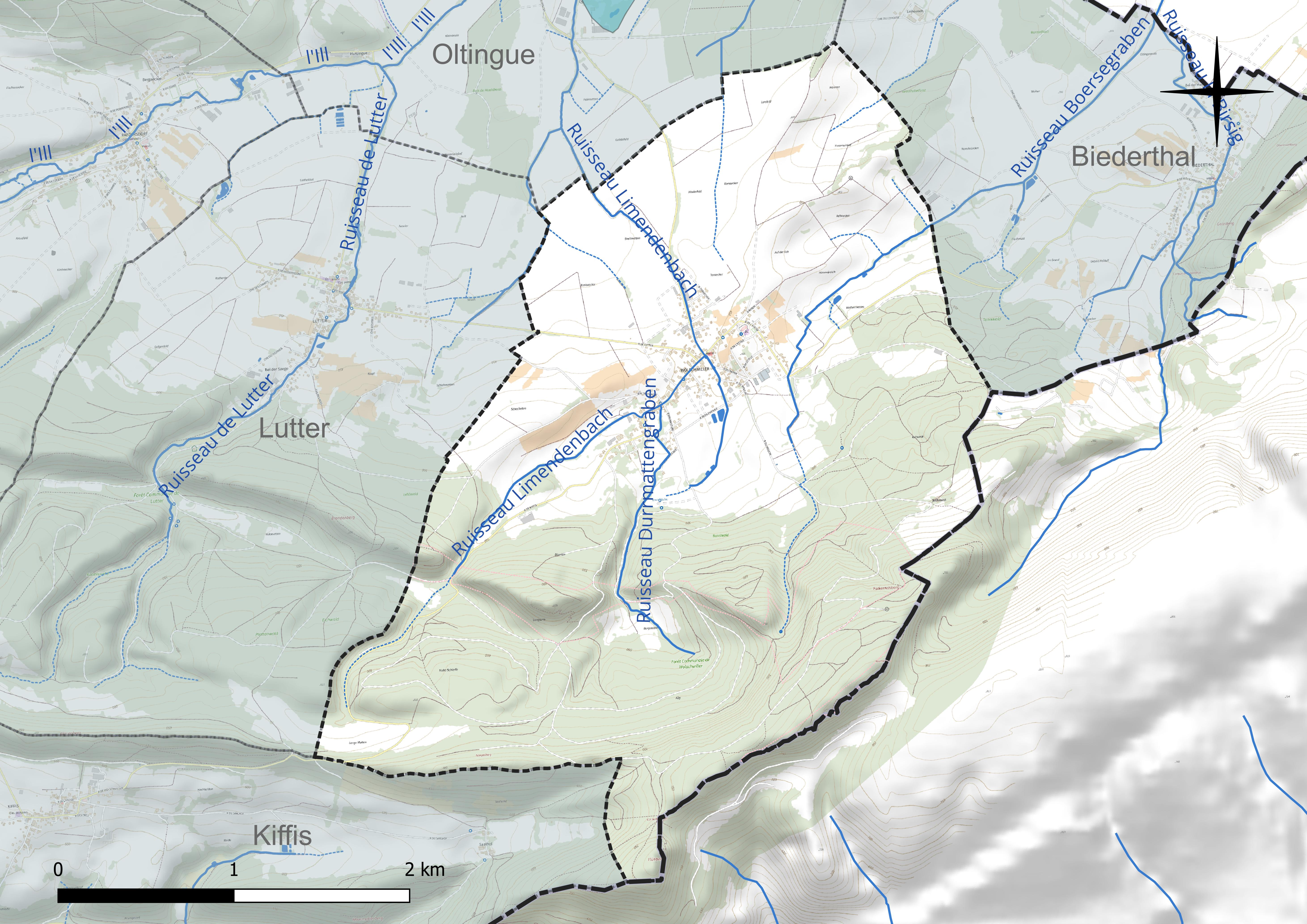
Réseau hydrographique de Wolschwiller.

### Climat
Pour des articles plus généraux, voir Climat du Grand Est et Climat du Haut-Rhin.
En 2010, le climat de la commune est de type climat de montagne, selon une étude du Centre national de la recherche scientifique s'appuyant sur une série de données couvrant la période 1971-2000. En 2020, Météo-France publie une typologie des climats de la France métropolitaine dans laquelle la commune est exposée à un climat de montagne ou de marges de montagne et est dans une zone de transition entre les régions climatiques « Vosges » et « Alsace ». 
Pour la période 1971-2000, la température annuelle moyenne est de 9,3 °C, avec une amplitude thermique annuelle de 17,4 °C. Le cumul annuel moyen de précipitations est de 917 mm, avec 9,3 jours de précipitations en janvier et 10,1 jours en juillet. Pour la période 1991-2020, la température moyenne annuelle observée sur la station météorologique de Météo-France la plus proche, « Lucelle_sapc », sur la commune de Lucelle à 13 km à vol d'oiseau, est de 9,4 °C et le cumul annuel moyen de précipitations est de 1 091,0 mm. 
La température maximale relevée sur cette station est de 36 °C, atteinte le 20 juillet 2003 ; la température minimale est de −19 °C, atteinte le 20 décembre 2009,,. 
Les paramètres climatiques de la commune ont été estimés pour le milieu du siècle (2041-2070) selon différents scénarios d'émission de gaz à effet de serre à partir des nouvelles projections climatiques de référence DRIAS-2020. Ils sont consultables sur un site dédié publié par Météo-France en novembre 2022.

## Urbanisme

### Typologie
Au 1er janvier 2024, Wolschwiller est catégorisée commune rurale à habitat dispersé, selon la nouvelle grille communale de densité à sept niveaux définie par l'Insee en 2022.
Elle est située hors unité urbaine. Par ailleurs la commune fait partie de l'aire d'attraction de Bâle - Saint-Louis (partie française), dont elle est une commune de la couronne,. Cette aire, qui regroupe 94 communes, est catégorisée dans les aires de 200 000 à moins de 700 000 habitants,.

### Occupation des sols
L'occupation des sols de la commune, telle qu'elle ressort de la base de données européenne d’occupation biophysique des sols Corine Land Cover (CLC), est marquée par l'importance des forêts et milieux semi-naturels (52 % en 2018), en diminution par rapport à 1990 (53 %). La répartition détaillée en 2018 est la suivante : 
forêts (52 %), zones agricoles hétérogènes (22,2 %), terres arables (21,5 %), zones urbanisées (4,3 %). L'évolution de l’occupation des sols de la commune et de ses infrastructures peut être observée sur les différentes représentations cartographiques du territoire : la carte de Cassini (XVIIIe siècle), la carte d'état-major (1820-1866) et les cartes ou photos aériennes de l'IGN pour la période actuelle (1950 à aujourd'hui).

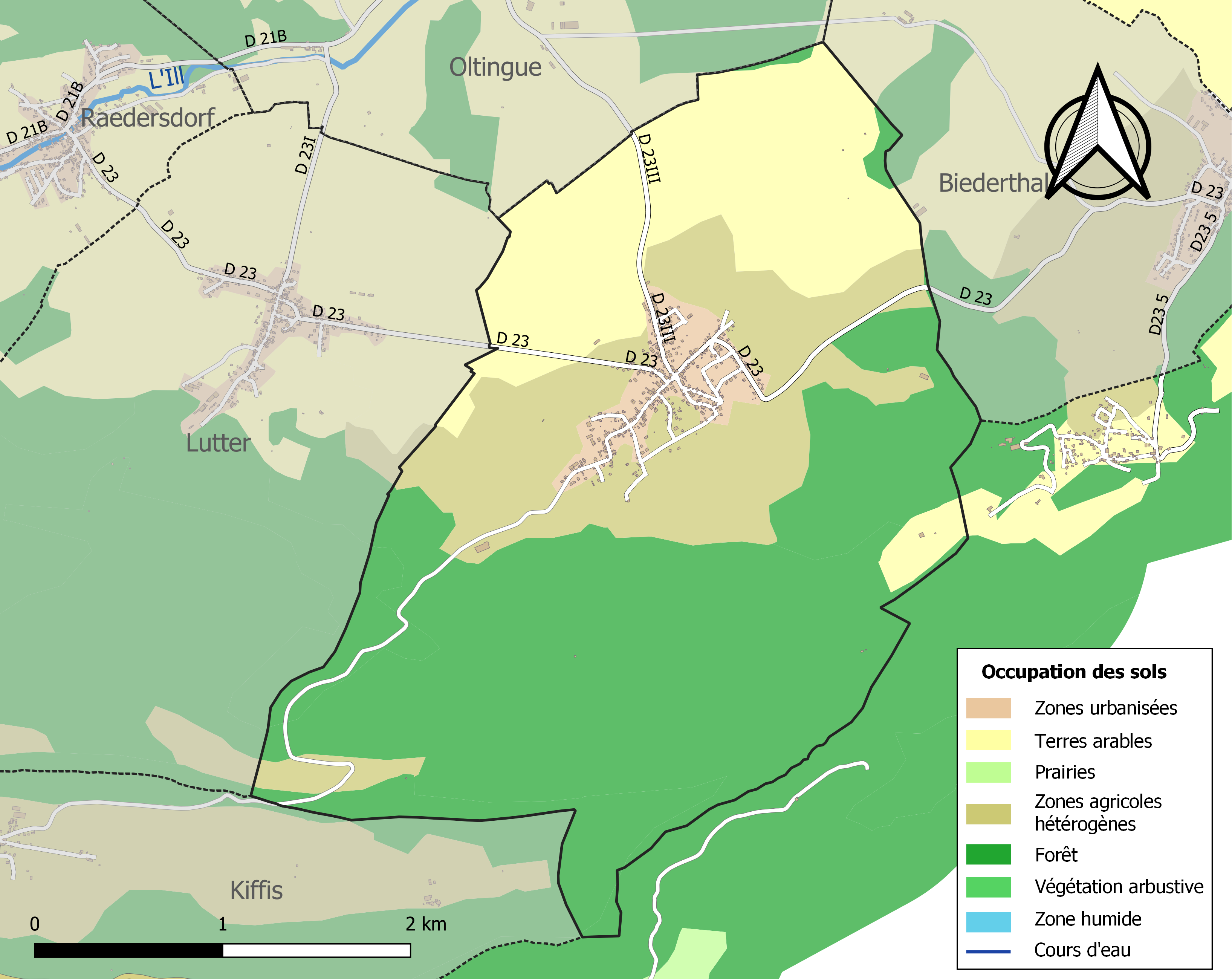
Carte des infrastructures et de l'occupation des sols de la commune en 2018 (CLC).

## Histoire

### Découvertes archéologiques
En 1965, le géologue Fischer signale les traces d’un refuge celtique et de nombreux objets romains à proximité du « Rudlist ».

### Noms anciens, origine du nom et église paroissiale
Voici quelques anciens noms de Wolschwiller : Wolfeswile en 1231; Wolswile en 1250 ; Wolfveswilr en 1302 ; Wolswilr en 1316 ; Wolfswilr en 1441. Le nom, de par son suffixe wilr (villae) pourrait être d’origine gallo-romaine. Wolschwiller serait donc dans un sens ancien le « village des loups » (traduction due à son préfixe wolf).
La paroisse de Wolschwiller, fort ancienne, était placée sous le vocable de Saint Euloge en 1509 puis, depuis 1617, sous celui de Saint Maurice. L’église actuelle, construite en 1782, conserve encore une base de clocher roman.

#### Histoire administrative et politique
Wolschwiller, chef-lieu d’une mairie de la seigneurie autrichienne de Ferrette, comprenant Lutter, Raedersdorf, Ligsdorf, Kiffis, Sondersdorf, se situait à la limite des zones d’influence du comte de Ferrette et de l’évêque de Bâle et était, ainsi, l’objet de litige entre les deux. Vers 1232, Frédéric II, comte de Ferrette captura, près de Wittersdorf, Henri de Thoune, évêque de Bâle et le fit renoncer par serment, à toute prétention sur certains domaines en litige. La renonciation épiscopale, obtenue par contrainte, fut annulée par le landgrave Albert IV et le comte de Ferrette fut condamné à la peine de l’« Harnescar » (porter du Spalentor jusqu'à la cathédrale de Bâle, un chien sur ses épaules) et à la cession de deux domaines : les cours de Wolschwiller (Wolfeswile) et de Dieperswile. En 1233, la cession des cours de Wolfeswile et de Tuirlistorff (Durlinsdorf) devint effective.
Les chartes et inventaires de biens (censiers et terriers) établis en différentes occasions attestent que la commune de Wolschwiller était constituée d’une mosaïque de parcelles réparties entre différents établissements religieux :
- en 1260, échange de terres à Wolschwiller et à Binningen entre le prévôt et le chapitre de la cathédrale de Bâle ;
- en 1274, le couvent de St-Pierre reçoit à Wolschwiller des biens de Jean d’Oelenberg ;
- en 1283, les couvents de St-Pierre et d’Oelenberg échangent des terres à Wolschwiller d’une part, dans la région de Galfingue d’autre part ;
- en 1438, rédaction du règlement de la cour colongère de Wolschwiller (cette propriété, qui relevait du prévôt de Bâle, était probablement celle qui avait été cédée par le comte de Ferrette) ;
- Rédaction d'inventaires des biens possédés à Wolschwiller par les couvents de Klingenthal (1549), de St-Alban (1662), de St-Léonard (1662 et 1741) et de l’hôpital de Bâle (1558).

En 1530, les chevaliers Jean et Sigismond de Reinach détiennent des droits à Wolschwiller (3 réseaux d’épeautre et 3 poules par an), droits signalés dans un autre document de 1605.
En 1555, le roi Ferdinand de Habsbourg inféoda à Simon de Ferrette une cour domaniale située à Wolschwiller, cour qui, en 1620, passera à Jean Adam de Wolschwiller.
D’après l’urbaire de la seigneurie de Ferrette de 1592, Wolschwiller, qui comptait 48 fermes, était placé sous l’autorité du maire du chapitre de l'évêché de Bâle qui encaisse le cens (redevance en argent payée annuellement au seigneur) et administre en lieu et place du maire de la seigneurie de Ferrette siégeant à Raedersdorf.
Durant la guerre de Trente Ans, Wolschwiller a été le centre d'un soulèvement des paysans sundgauviens contre les occupants suédois, l’âme du soulèvement fut Christian Bigenwald, juré de Wolschwiller. Lorsque le 30 janvier 1633, le commandant suédois Erlach donna l'ordre aux habitants de la haute vallée de l'Ill d'exécuter différents travaux au château de Ferrette, de nombreux paysans se réunirent à Wolschwiller, dans l’auberge de Georges Bigenwald, frère de Christian, et prirent la décision de se débarrasser des étrangers par la force. Le maire Hans Stehelin exhorta les paysans à la prudence, mais en vain ; le 1er février, ils pénètrent dans Ferrette et, le lendemain, pillent le château. Cette révolte fut noyée dans le sang à Blotzheim. Les Suédois cherchèrent à s'emparer de Hans Stehelin, accusé d'avoir assassiné le commandant Erlach à Ferrette. Hans Stehelin se réfugia à Laufon. En 1636, les habitants de Wolschwiller se réfugièrent en Suisse.
D'après le règlement des usages forestiers de 1688, les habitants de Wolschwiller désirant construire ont droit aux sapins à volonté mais seulement à quatre chênes ; ceux-ci étant rares.
Pendant la Révolution française :
- la première condamnation à mort prononcée en haute Alsace atteint Jacques Bigenwald (ancien maire) et Sébastien Dietlin (maître d’école). Arrêtés pour avoir assisté à une messe célébrée par le prêtre réfractaire Jean Baptiste Enderlin le 3 décembre 1793 dans la grange du presbytère, ils comparaissent devant le tribunal révolutionnaire et furent guillotinés à Colmar le jour même. Le curé Jean Baptiste Enderlin put s’enfuir et mourut à Metzerlen en 1795. Son neveu Joseph Enderlin, également prêtre réfractaire, continua à exercer clandestinement son ministère dans la région et vécut caché dans une grotte près du « Rudlistfelsen » ;
- un révolutionnaire a arraché dans l'église la grande croix qui se situait dans l'arc à l'entrée du Chœur. La croix tomba et ne s’abîma pas, mais le révolutionnaire lui mourut quelques jours plus tard à l'hôpital militaire de Luppach.

Les travaux d'adduction d'eau furent achevés en 1880.
Durant la Guerre 1914-1918, la population de Wolschwiller n'est pas évacuée. La frontière franco-suisse (à l'époque germano-suisse), qui longe la crête de la forêt communale (chemin du Raemel) au sud du village, est fermée et placée sous la surveillance d’un détachement militaire allemand.
En septembre 1939, la population de Wolschwiller est évacuée dans les Landes, à Mimizan, Pontenx-les-Forges et Saint-Maurice-sur-Adour. Le retour s'amorce dès le mois d’août 1940. 23 habitants ont été déportés par les autorités du IIIe Reich, à la suite du départ de jeunes du village qui ne voulaient pas se faire incorporer de force dans les armées allemandes.

### Héraldique
| Blason de Wolschwiller | Les armes de Wolschwiller se blasonnent ainsi : « D'or au sapin de sinople posé sur une terrasse de sable. » |

## Politique et administration
| Période                                  | Période   | Identité        | Étiquette | Qualité |
| ---------------------------------------- | --------- | --------------- | --------- | ------- |
| Les données manquantes sont à compléter. |           |                 |           |         |
| mars 1977                                | mars 1983 | Gérard Huwyler  |           |         |
| mars 1983                                | 2020      | André Linder    |           |         |
| 2020                                     | En cours  | Sylvain Gabriel |           |         |

## Démographie
L'évolution du nombre d'habitants est connue à travers les recensements de la population effectués dans la commune depuis 1793. Pour les communes de moins de 10 000 habitants, une enquête de recensement portant sur toute la population est réalisée tous les cinq ans, les populations de référence des années intermédiaires étant quant à elles estimées par interpolation ou extrapolation. Pour la commune, le premier recensement exhaustif entrant dans le cadre du nouveau dispositif a été réalisé en 2008.

En 2022, la commune comptait 433 habitants, en évolution de −6,07 % par rapport à 2016 (Haut-Rhin : +0,66 %, France hors Mayotte : +2,11 %).
| 1793 | 1800 | 1806 | 1821 | 1831 | 1836 | 1841 | 1846 | 1851 |
| ---- | ---- | ---- | ---- | ---- | ---- | ---- | ---- | ---- |
| 465  | 452  | 553  | 562  | 579  | 597  | 600  | 660  | 625  |

| 1856 | 1861 | 1866 | 1871 | 1875 | 1880 | 1885 | 1890 | 1895 |
| ---- | ---- | ---- | ---- | ---- | ---- | ---- | ---- | ---- |
| 518  | 534  | 572  | 564  | 563  | 570  | 537  | 460  | 389  |

| 1900 | 1905 | 1910 | 1921 | 1926 | 1931 | 1936 | 1946 | 1954 |
| ---- | ---- | ---- | ---- | ---- | ---- | ---- | ---- | ---- |
| 387  | 398  | 403  | 374  | 388  | 433  | 440  | 440  | 395  |

| 1962 | 1968 | 1975 | 1982 | 1990 | 1999 | 2006 | 2008 | 2013 |
| ---- | ---- | ---- | ---- | ---- | ---- | ---- | ---- | ---- |
| 401  | 387  | 397  | 388  | 430  | 430  | 465  | 475  | 462  |

| 2018 | 2022 | - | - | - | - | - | - | - |
| ---- | ---- | - | - | - | - | - | - | - |
| 445  | 433  | - | - | - | - | - | - | - |

## Lieux et monuments
- L'église Saint-Maurice se situe sur les hauteurs de Wolschwiller et a été restaurée en 2001.
- La chapelle Saint-Jean de Népomucène se situe le long d'un petit chemin forestier en direction de Burg (Suisse).
- Le monument aux morts rend hommage aux Wolschwillérois morts durant les deux conflits mondiaux (1914-1918 et 1939-1945).

|  |  |